# Solomon Schechter
Solomon Schechter (in ebraico שניאור זלמן שכטר‎?; Focșani, 7 dicembre 1847 – New York, 19 novembre 1915) è stato un rabbino e pedagogo romeno naturalizzato britannico, famoso per essere stato fondatore e presidente della United Synagogue of America, presidente del Jewish Theological Seminary of America (JTSA) e artefice del movimento statunitense dell'Ebraismo conservatore. È sepolto nel Cimitero ebraico di Mount Hebron, New York.

## Biografia

### Gioventù
Ebreo romeno, appartenente a una prolifica famiglia della branca hasidica Chabad (Solomon ebbe sei tra fratelli e sorelle), frequentò le yeshiva dell'Europa orientale. Schechter ricevette la sua prima istruzione da suo padre, che era uno shochet ("macellaio rituale"). Si dice che egli avesse imparato a leggere l'ebraico già all'età di tre anni e che a cinque avesse imparato perfettamente il Chumasch (Torah). Studiò in una yeshiva di Piatra Neamț all'età di dieci anni e a tredici seguì l'insegnamento di uno dei massimi studiosi di Talmud, Rabbi Joseph Saul Nathanson di Leopoli. Dopo aver compiuto i venti anni, frequentò il Collegio Rabbinico di Vienna, dove studiò sotto il più aggiornato studioso talmudico, Meir Friedmann, prima di spostarsi nel 1879 per completare i suoi studi nella Hochschule für die Wissenschaft des Judentums per il Wissenschaft des Judentums e nell'Università di Berlino. Tre anni più tardi fu invitato nel Regno Unito per operare a Londra come Tutor di studi rabbinici sotto la guida di Claude Montefiore, bisnipote di Moses Montefiore.

### Carriera accademica
Nel 1890, dopo la morte di Solomon Marcus Schiller-Szinessy, raggiunse la Cambridge University per servire da lecturer in studi sul Talmud e lettore in Studi Rabbinici. Da quel giorno gli studenti della Cambridge University Jewish Society tengono un Solomon Schechter Memorial Lecture con cadenza annuale.
La sua principale notorietà gli provenne dai suoi scavi del 1896 alla ricerca dei documenti della Geniza del Cairo: una straordinaria raccolta di oltre 100.000 pagine o brandelli di pagina di rari manoscritti ebraici e di testi ebraici medievali che erano stati conservati nella Geniza della Sinagoga dei Palestinesi nella Vecchia Cairo (Al-Fustat). la scoperta rivoluzionò gli studi sul Giudaismo medievale. E non solo quelli, visto che le testimonianze coinvolgevano non occasionalmente aspetti fondamentali della vita economica dei Copti e dei musulmani nordafricani ed egiziani che vissero sotto il dominio fatimide e sotto quello delle successive dominazioni islamiche.
Jacob Saphir fu il primo ricercatore ebraico a riconoscere tutto l'enorme significato della Geniza del Cairo e a render pubblica l'esistenza del Midrash HaGadol.
Schechter fu avvisato dell'esistenza dei documenti della Geniza nel maggio del 1896 da due sorelle scozzesi, Agnes e Margaret Smith, che gli mostrarono alcuni fogli della Geniza che contenevano parti in ebraico del libro del Siracide, di cui si conoscevano da secoli solo le traduzioni in greco e in latino. Lettere, scritte su suggerimento di Schechter, da Agnes Smith a The Athenaeum e The Academy rivelarono rapidamente l'esistenza di altri nove fogli dello stesso manoscritto, posseduti da Archibald Sayce, nell'Università di Oxford. Schechter senza perdere tempo trovò finanziatori per un'altra spedizione alla Geniza del Cairo, dove giunse nel dicembre del 1896, con una lettera di raccomandazione del Rabbino Capo, Hermann Adler, al Rabbino Capo del Cairo, Aaron Raphael Ben Shim'on. Schechter selezionò accuratamente per la Cambridge University Library preziosi scritti, tre volte più abbondanti di ogni altra collezione similare: questa fa oggi parte della Taylor-Schechter Collection. Il ritrovamento fu utile a Schechter per risolvere una disputa tra lui e l'orientalista David Margoliouth sull'origine ebraica del Libro del Siracide.
Charles Taylor mostrò grande interesse per il lavoro al Cairo di Solomon Schechter, e i frammenti della Geniza del Cairo presentati all'Università di Cambridge sono noti come la Taylor-Schechter Collection. Egli fu editore assieme a Schechter della The Wisdom of Ben Sira, 1899 e pubblicò separatamente i Cairo Genizah Palimpsests, 1900. Divenne professore di Ebraico nell'University College London nel 1899 e rimase in quella sede fino al 1902, allorché si trasferì in America, venendo sostituito da Israel Abrahams.

### Comunità ebraica americana
Nel 1902, gli ebrei tradizionalisti reagirono all'avanzata del movimento Ebraismo riformato degli ebrei statunitensi, che tentava di istituire un "sinodo" di Rabbini americani dotato di forti poteri e reclutarono Schechter per farne il presidente del Jewish Theological Seminary d'America (JTSA). Schechter compì anche un secondo mandato presidenziale del JTSA, dal 1902 al 1915, durante il quale fondò la Sinagoga Unita d'America, in seguito chiamata Sinagoga Unita dell'Ebraismo conservatore.

### Convinzioni religiose e culturali
Schechter enfatizzava la centralità della legge ebraica (Halakhah) nella vita dell'israelita ma credeva, d'altra parte, in ciò che egli definiva "Israele cattolica" (nel senso greco del termine). L'idea di base era che la legge ebraica, Halakhah, è formata e si evolve in funzione della fede del popolo credente. Questo concetto di modificabilità della legge basata sul consenso nazionale è un punto di vista sicuramente non tradizionale e si dice in merito dai suoi oppositori, che Shechter avesse apertamente violato le proibizioni legate all'osservanza tradizionale dello Shabbat. Schechter fu anche un pioniere della causa sionista e fu il presidente del Comitato che editò per la Jewish Publication Society of America Version la Bibbia ebraica.

### Retaggio
Il nome di Schechter resterà però per sempre legato essenzialmente alla scoperta del preziosissimo materiale archiviato nella Geniza del Cairo, più che per il suo contributo alla JTSA o all'Ebraismo conservatore. Una rete di scuole ebraiche conservatrici è stata intitolata a lui e vi sono decine di "Solomon Schechter Day Schools" negli Stati Uniti e in Canada.